# Meridiano 85 E
O meridiano 85 E é um meridiano que, partindo do Polo Norte, atravessa o Oceano Ártico, Ásia, Oceano Índico, Oceano Antártico, Antártida e chega ao Polo Sul. Forma um círculo máximo com o Meridiano 95 W.
Começando no Polo Norte, o meridiano 85º Este tem os seguintes cruzamentos:
| País, território ou mar | Notas |
| ----------------------- | --- |
| Oceano Ártico           | |
| Mar de Kara             | |
| Rússia                  | Krai de Krasnoyarsk - Ilhas Plavnikovyye |
| Mar de Kara             | |
| Rússia                  | Krai de Krasnoyarsk Iamália Krai de Krasnoyarsk Iamália Krai de Krasnoyarsk Khantia-Mansia Krai de Krasnoyarsk Oblast de Tomsk Oblast de Kemerovo Oblast de Novosibirsk Oblast de Kemerovo Oblast de Novosibirsk Krai de Altai República de Altai |
| Cazaquistão             | Cerca de 6 km |
| Rússia                  | República de Altai - Cerca de 11 km |
| Cazaquistão             | |
| China                   | Xinjiang Tibete |
| Nepal                   | |
| Índia                   | Bihar Jharkhand Orissa Jharkhand Orissa |
| Oceano Índico           | |
| Oceano Antártico        | |
| Antártida               | Território Antártico Australiano, reivindicado pela Austrália |